# Longueville-sur-Aube
Longueville-sur-Aube är en kommun i departementet Aube i regionen Grand Est (tidigare regionen Champagne-Ardenne) i nordöstra Frankrike. Kommunen ligger  i kantonen Méry-sur-Seine som ligger i arrondissementet Nogent-sur-Seine. År 2022 hade Longueville-sur-Aube 133 invånare.

## Befolkningsutveckling
Antalet invånare i kommunen Longueville-sur-Aube
Referens: INSEE